# 露宿者行動委員會
露宿者行動委員會 (Street Sleepers Action Committee，縮寫“SSAC”)，是香港一家非牟利註冊慈善團體，成立於1984年7月。
為了服務香港露宿者的需要，露宿者行動委員會自2009年起，在砵蘭街69號2樓的會址正式開幕，服務包括提供午、晚兩餐飯菜予無家者。 而於同年，露宿者行動委員會並獲「利希慎基金」（利希慎家族）贊助三十多萬。2012年因故而一時關閉，2013年獲香港紅十字會資助，於當年2月重生。
當時時任政務司司長林鄭月娥每年均會出席露宿者行動委員會的活動，用以提醒官員香港社會上仍存在的貧窮問題。

## 推動
- 食物銀行[6]
- 號召群眾參與[7]

## 相關
- 救世軍港澳軍區